# Peter MacNicol
Peter MacNicol (Dallas, 10 de abril de 1954) é um ator e dublador estadunidense. Conhecido por interpretar o excêntrico advogado John Cage na série Ally McBeal e pelos papéis em filmes como Dragonslayer, A Escolha de Sofia, Os Caça-Fantasmas 2, A Família Addams 2 (1993) e Mr. Bean - O Filme.
Por seu papel em Ally McBeal, foi premiado com um Emmy de Melhor Ator Coadjuvante, além de diversas outras indicações ao Emmy e ao Globo de Ouro. 
Fez parte do elenco da série Numb3rs e também do elenco principal da série 24 como Thomas Lennox. Fez participações nas séries Justiça Sem Limites e Chicago Hope (ambas  de David E. Kelley, mesmo criador de Ally McBeal). Também participou da cultuada série "Teatro dos Contos de Fada" que no Brasil era exibida pela TV Cultura. No caso, MacNicol interpretou o conto do menino que saiu de casa para saber o que era o medo.
Entre 2010 e 2011 fez parte do elenco do seriado Grey's Anatomy, no papel do Dr. Robert Stark.

## Filmografia

### Cinema
| Ano  | Título                           | Papel                | Notas | Ref.  |
| ---- | -------------------------------- | -------------------- | ----- | ----- |
| 1981 | Dragonslayer                     | Galen Bradwarden     |       |       |
| 1982 | A Escolha de Sofia               | Stingo               |       |       |
| 1986 | Heat                             | Cyrus Kinnick        |       |       |
| 1986 | American Blue Note               | Jack Solow           |       |       |
| 1989 | Os Caça-Fantasmas 2              | Dr. Janosz Poha      |       |       |
| 1991 | Hard Promises                    | Stuart               |       |       |
| 1992 | Housesitter                      | Marty                |       |       |
| 1993 | A Família Addams 2               | Gary Granger         |       |       |
| 1994 | Radioland Murders                | Filho Escritor       |       |       |
| 1995 | Dracula: Dead and Loving It      | Thomas Renfield      |       |       |
| 1996 | Mojave Moon                      | Reparador de pneus   |       |       |
| 1997 | Bean                             | David Langley        |       |       |
| 1999 | Baby Geniuses                    | Dan Bobbins          |       |       |
| 2004 | Breakin' All the Rules           | Philip Gascon        |       |       |
| 2012 | Battleship                       | Secretário de Defesa |       |       |
| 2022 | Our Almost Completely True Story | Encontro Psicopata   |       |       |
| 2024 | Shell                            | Dr. Thaddeus Brand   |       | [ 1 ] |
| TBA  | Home Delivery                    | Howard Evans         |       |       |

### Televisão
| Ano             | Título                         | Papel                     | Notas |
| --------------- | ------------------------------ | ------------------------- | --- |
| 1984            | Faerie Tale Theatre            | Martin                    | Episódio: "The Boy Who Left Home to Find Out About the Shivers" |
| 1990            | By Dawn's Early Light          | Sedgwick                  | Telefilme |
| 1992–1993       | The Powers That Be             | Bradley Grist             | 20 episódios |
| 1993            | Cheers                         | Mario                     | Episódio: "Look Before You Sleep" |
| 1994            | Tales from the Crypt           | Austin Haggard            | Episódio: "Let the Punishment Fit the Crime" |
| 1994–1995, 1998 | Chicago Hope                   | Alan Birch                | 31 episódios Prêmio Viewers for Quality Television de Melhor Ator Coadjuvante em Série Dramática de Qualidade Indicado —Screen Actors Guild Award por Melhor Desempenho de Elenco em Série Dramática (1995–96) |
| 1997–2002       | Ally McBeal                    | John Cage                 | 103 episódios Escritor - Episódio: "All of Me" Diretor - 3 episódios Primetime Emmy Award de Melhor Ator Coadjuvante em Série de Comédia (2001) Screen Actors Guild Award de Melhor Desempenho de Elenco em Série de Comédia (1998) Prêmio Viewers for Quality Television de Melhor Ator Coadjuvante em Série de Comédia de Qualidade (1999) Nomeado - Primetime Emmy Award de Melhor Ator Coadjuvante em Série de Comédia (1999-2000) Indicado - Satellite Award de Melhor Ator Coadjuvante - Série de Televisão (2002) Indicado - Screen Actors Guild Award de Melhor Performance de Elenco em Série de Comédia (2001–02) Indicado - Screen Actors Guild Award de Melhor Ator Coadjuvante em Série de Comédia (1999-2001) Indicado - Prêmio de Telespectadores de Qualidade de Melhor Ator Coadjuvante em Série de Comédia (1998, 2000) |
| 2005–2010       | Numbers                        | Dr. Larry Fleinhardt      | 94 episódios Escritor - 2 episódios |
| 2006            | Boston Legal                   | Dr. Sydney Field          | Episódio: "Race Ipsa" Diretor - Episódio: "Chapter Forty-Eight" |
| 2007            | 24                             | Tom Lennox                | 24 episódios |
| 2008            | 24: Redemption                 | Tom Lennox                | Telefilme |
| 2010–2011       | Grey's Anatomy                 | Dr. Robert Stark          | 7 episódios |
| 2011            | Fairly Legal                   | Juiz Smollet              | Episódio: "Coming Home" |
| 2012            | Game Change                    | Rick Davis                | Telefilme |
| 2013            | Necessary Roughness            | Dr. Gunner                | 3 episódios |
| 2013–2015       | Agents of S.H.I.E.L.D.         | Professor Elliot Randolph | 2 episódios |
| 2014            | The Mindy Project              | Rabbi David Adler         | Episódio: "An Officer and a Gynecologist" |
| 2015            | CSI: Cyber                     | Simon Sifter              | Elenco principal; 13 episódios |
| 2016–2019       | Veep                           | Jeff Kane                 | 9 episódios Indicado - Primetime Emmy Award de Melhor Ator Convidado em Série de Comédia (2019) Indicação anterior ao Primetime Emmy Award revogada devido a questões técnicas das regras |
| 2018            | The Big Bang Theory            | Dr. Robert Wolcott        | Episódio: "The Reclusive Potential" |
| 2019            | A Series of Unfortunate Events | Ishmael                   | Episódio: "The End" |
| 2020–2021       | All Rise                       | Juiz Campbell             | 9 episódios |

## Dublagem

### Cinema
| Ano  | Título                                          | Papel                  | Notas                                        | Ref.  |
| ---- | ----------------------------------------------- | ---------------------- | -------------------------------------------- | ----- |
| 1998 | The Secret of NIMH 2: Timmy to the Rescue       | Narrador               | Filme lançado diretamente em mídia doméstica |       |
| 2001 | Recess: School's Out                            | Fenwick                |                                              | [ 2 ] |
| 2002 | Balto II: Wolf Quest                            | Muru                   | Filme lançado diretamente em mídia doméstica | [ 2 ] |
| 2005 | Stuart Little 3: Call of the Wild               | Mestre de Tropa Bickle | Filme lançado diretamente em mídia doméstica | [ 2 ] |
| 2013 | Scooby-Doo! Stage Fright                        | Dewey Ottoman          | Filme lançado diretamente em mídia doméstica | [ 2 ] |
| 2024 | The Day the Earth Blew Up: A Looney Tunes Movie | O Invasor              |                                              |       |

### Televisão
| Ano       | Título                            | Papel                                 | Notas                                  | Ref.  |
| --------- | --------------------------------- | ------------------------------------- | -------------------------------------- | ----- |
| 1996      | The Oz Kids                       | Ork                                   |                                        | [ 2 ] |
| 1999      | The Angry Beavers                 | Kid Friendly                          | Episódio: "The Legend of Kid Friendly" | [ 2 ] |
| 1999      | Olive, the Other Reindeer         | Fido                                  | Telefilme                              |       |
| 2000      | The Wild Thornberrys              | Raju, Macacos                         | Episódio: "Monkey See, Monkey Don't    | [ 2 ] |
| 2000      | Buzz Lightyear do Comando Estelar | Principal                             | 2 episódios                            | [ 2 ] |
| 2003–2007 | Harvey Birdman, Attorney at Law   | X o Eliminador                        | 14 episódios                           | [ 2 ] |
| 2004–2005 | Danny Phantom                     | Sidney Poindexter                     | 2 episódios                            | [ 2 ] |
| 2004–2008 | The Batman                        | Kirk Langstrom                        | 3 episódios                            | [ 2 ] |
| 2005      | Liga da Justiça sem Limites       | Chronos                               | 2 episódios                            | [ 2 ] |
| 2008–2009 | The Spectacular Spider-Man        | Doutor Octopus                        | 12 episódios                           | [ 2 ] |
| 2010      | Ben 10: Supremacia Alienígena     | Oliver, Sr. Webb, Cavaleiro Eterno #1 | 2 episódios                            |       |
| 2011      | Young Justice                     | Professor Ivo, Amazo, MONQIs          | 2 episódios                            | [ 2 ] |
| 2011      | G.I. Joe: Renegades               | Firefly                               | Episódio: "Homecoming"                 | [ 2 ] |
| 2014      | Star Wars Rebels                  | Tseebo                                | 2 episódios                            | [ 2 ] |
| 2014–2016 | American Dad!                     | Anjo, Velho Hanson                    | 2 episódios                            |       |
| 2017–2020 | Rapunzel's Tangled Adventure      | Nigel, o Conselheiro                  | Elenco principal                       | [ 2 ] |
| 2022      | Birdgirl                          | Sr. Claude                            | Episódio: "The Wanky"                  |       |

| Ano  | Título                          | Papel          |
| ---- | ------------------------------- | -------------- |
| 2008 | Harvey Birdman: Attorney at Law | X o Eliminador |
| 2011 | Batman: Arkham City             | Mad Hatter     |
| 2013 | Batman: Arkham Origins          | Mad Hatter     |
| 2015 | Batman: Arkham Knight           | Mad Hatter     |

1. ↑  Wiseman, Andreas (5 de fevereiro de 2024). «Arian Moayed, Este Haim, Lionel Boyce, Ziwe & More Join Elisabeth Moss, Kate Hudson & Kaia Gerber In Max Minghella's Thriller 'Shell'». Deadline (em inglês). Consultado em 17 de outubro de 2024
2. 1 2 3 4 5 6 7 8 9 10 11 12 13 14 15 16 17  «"Peter MacNicol (visual voices guide)"»